# Bactrocera obliquivenosa
Bactrocera obliquivenosa är en tvåvingeart som beskrevs av Drew och Romig 2001. Bactrocera obliquivenosa ingår i släktet Bactrocera och familjen borrflugor. Inga underarter finns listade.